# 平見真彦
平見 真彦（ひらみ まさひこ、1988年12月29日 - ）は、愛知県春日井市出身の競艇選手。登録番号4509。身長167cm。血液型B型。102期。師匠は原田幸哉、柳沢一。

## 来歴
愛知県立春日井南高等学校卒業後、やまと競艇学校を受験して2度目で合格。
2017年4月19日。江戸川競艇場で6号艇からまくり差しにて初優勝。
2020年8月10日。津競艇場で1号艇からイン逃げを決め2回目の優勝。
2020年11月30日。戸田競艇場で1号艇からイン逃げを決め3回目の優勝。
2020年12月13日。浜名湖競艇で1号艇からイン逃げを決め4回目の優勝。
2022年2月13日。蒲郡競艇で1号艇からイン逃げを決め5回目の優勝。